# Нибур, Карстен
Ка́рстен Ни́бур (нем. Carsten Niebuhr, также Karsten Niebuhr, 17 марта 1733 — 26 апреля 1815) — немецкий учёный на датской службе. Прославился как путешественник по арабским странам; его книги содержали ценнейшие для своего времени сведения о природе, истории и экономике арабского мира.
Известен также как математик, картограф, натуралист. После смерти в совместной экспедиции шведского ботаника Пера Форссколя подготовил и издал его труды.
Карстен Нибур — отец немецкого историка Бартольда Георга Нибура.

## Биография

### До 1761 года
Карстен Нибур родился в 1733 году в семье крестьянина в деревне Людингворт (сейчас это место стало частью города Куксхафен в Нижней Саксонии). Образование Нибур получил совсем слабое, после нескольких лет учёбы он стал заниматься крестьянским трудом. Он, однако, одновременно продолжал учиться, проявляя особый интерес к математике; кроме того, ему удалось получить определённый опыт в топографических (землемерных) работах.
В 1760 году один из тех, с кем занимался Нибур, предложил ему присоединиться к научной экспедиции, проводимой под патронажем короля Дании Фредерика V. Целью экспедиции было исследование природы, этнографии и экономики Египта, Аравии и Сирии. Нибур согласился; в течение того времени, которое оставалось до начала экспедиции, он изучал математику и арабский язык.

### Экспедиция (1761—1767)
Экспедиция отплыла из Дании в январе 1761 года, прибыла в египетскую Александрию, а затем стала подниматься по Нилу. Из Суэца Нибур совершил восхождение на гору Синай. В октябре 1762 года экспедиция отплыла в Джидду, а затем, уже по земле, добралась до города Моха в Йемене. Здесь в мае 1763 года умер филолог Фредерик Кристиан фон Хауен, а вскоре после него, в июле, — шведский (финский) натуралист и философ, один из «апостолов Линнея» Пер Форссколь (1732—1763).
Оставшиеся члены экспедиции посетили город Сану, столицу Йемена, но по причине того, что местный климат плохо действовал на их здоровье, вскоре снова вернулись в Моху. Нибур был одним из немногих в экспедиции, у кого не было существенных проблем со здоровьем; по всей видимости, это было связано с тем, что он стал носить местную одежду и есть местную пищу.
Из Йемена экспедиция, от которой осталось всего три человека, отправилась в Бомбей. В пути скончался ещё один член экспедиции, художник, а вскоре после прибытия в Индию — ещё один, хирург. Нибур остался единственным выжившим членом экспедиции. В Бомбее он провёл 14 месяцев, а затем через Маскат, Бушир, Шираз, Персеполь, Кипр и Константинополь вернулся в Копенгаген в ноябре 1767 года.

### После 1767 года
Вернувшись в Копенгаген, в течение нескольких лет Нибур занимал должность на датской военной службе, а в 1776 году перешёл на гражданскую службу.
Он опубликовал несколько книг с описанием своих путешествий, которые ещё при его жизни были переведены и изданы также и в других странах. Кроме того, он отредактировал и опубликовал в Копенгагене две работы своего друга Пера Форссколя, посвящённые большей частью описанию растений Египта и Аравийского полуострова, — Descriptiones animalium, Flora Aegyptiaco-Arabica (1775) и Icones rerum naturalium (1776).

## Семья
Карстен Нибур женился в 1773 году.
Его сын, Бартольд Георг Нибур (1776—1831), был известном немецким историком, филологом и государственным деятелем. В 1817 году Бартольд опубликовал биографию своего отца. В некоторых источниках встречается путаница относительно некоторых событий из жизни Нибура-отца и Нибура-сына: часть событий из жизни одного описана как события из жизни другого.

## Почести
В честь Карстена Нибура в 1965 году южноафриканский ботаник Джон Лавранос назвал новый вид алоэ — Aloe niebuhriana.